# Cupido carswelli
Cupido carswelli és una espècie de lepidòpter papilionoïdeu de la família dels licènids (Lycaenidae) endèmic de la península Ibèrica. La seva distribució es restringeix a àrees muntanyoses del sud-est d'Espanya. Es tracta d'una espècie poc coneguda, ja que habita biòtops molt localitzats; de fet, fins al 1966 no es va descobrir cap altra colònia diferent a la de la localitat tipus (Serra Espunya). Està inclosa al Llibre Vermell dels Invertebrats d'Andalusia com a vulnerable (VU).

## Taxonomia
En un principi va ser considerada com una subespècie de Cupido minimus per Stempffer l'any 1927. Aquell mateix any Riley la va tractar com a espècie pròpia i a partir d'aquest moment es començà a reconèixer com a tal. El mateix Stempffer es va retractar, publicant un interessant treball sobre la seva genitàlia comparada amb C. lorquinii i C. minimus, la qual cosa és confirmat en Gil-T., 2006. És una espècie taxonòmicament pròxima a Cupido lorquinii, però molt diferent morfològicament (mascle) i amb diferències també en la seva ecologia (altitud, hàbitat), genitàlia i fenologia. La seva situació taxonòmica segueix sent incerta a falta d'estudis genètics.

## Distribució
Serres del sud-est peninsular (províncies de Granada, Almería, Jaén, Murcia i Albacete) tals com Serra de Orce, Serra de María, Serra de la Sagra, Massís de los Revolcadores, Serra Espunya, Serras de Cazorla i Segura.

## Descripció

### Imago
És una de les espècies de ropalòcers amb menor envergadura. Molt semblant a Cupido minimus. Mascle i femella molt similars, tot i que els mascles poden presentar major quantitat d'escames blaves-violeta basals, es presenten en molt poca quantitat, mostrant, per tant, un anvers alar predominantment negre. Revers gris clar amb alguna escama blava a la regió basal; a les ales anteriors hi té una filera de 7 punts negres postdiscals, situats de manera corbada, i un allargat a la cel·la; a les ales posteriors també en té una altra de postdiscal composta per 8 o 9 punts distribuïts d'una manera més irregular, un allargat a la cel·la i un o dos més a la regió discal. Cal dir que la distribució i presència de punts no és gaire fixa i pot variar substancialment entre els individus. Fímbries completament blanques.

### Eruga
Rabassuda i aplanada cap als extrems, recoberta d'una fina i curta pilositat, donant en general el típic aspecte d'una eruga de licènid. Presenta una coloració rogenca clara, amb una línia dorsal més fosca i dues subdorsals menys visibles.

### Pupa
De 6 a 6,7 mm de llargària. Rabassuda i lleugerament peluda, amb una forma que recorda a una matrioska ovalada. Al néixer presenta un color crema emblanquinat. A mesura que es desenvolupa, va adquirint diferents tonalitats segons l'estadi. Coloració normalment clara, beix, marró clar o rosada. Hi destaca una línia dorsal fosca que recorre tot el cos i dues línies de punts subdorsals, en major o menor quantitat segons l'individu. De vegades són visibles franges laterals obliqües. Quan comencen la diapausa, totes prenen un color crema groguenc.

### Ou
Inicialment és de color verd pàl·lid mentre que després es torna blanc. La grandària de l'ou és superior al que es podria esperar considerant la mateixa grandària de l'imago.

## Hàbitat
Zones obertes herboses o arbustives seques, interiors de barrancs, petites fondalades i lleres de rius secs. L'eruga s'alimenta d'Anthyllis vulneraria.

## Període de vol
Una generació a l'any; vola entre finals d'abril i començaments de juny. Probablement l'estrès hídric de la planta nutrícia inhibeix el desenvolupament larvari i impossibilita una hipotètica segona generació. Hibernen com a eruga en L4 i crisaliden a la primavera de l'any següent. No es descarta la possibilitat d'una segona generació parcial.

## Biologia
Les erugues, quan neixen, fan un forat al calze de les flors de la planta nutrícia i s'alimenten dels seus ovaris o dels fruits. En un període d'entre 16 i 22 dies arriben al seu últim estadi i entren en diapausa. Romanen en estat larvari un total de 10 o 11 mesos.

## Conservació
Les colònies de Serra de María i Serra de Orce, poc conegudes, no es troben amenaçades per l'home i es mantenen estables. A la Sierra de la Sagra, on els assentaments són més coneguts, és més escassa i algunes poblacions semblen haver desaparegut. Les àrees tan reduïdes que ocupa cada població és un factor que juga en contra de la seva conservació, ja que qualsevol factor (com la recol·lecta excessiva o l'alteració de l'hàbitat) pot conduir fàcilment a la seva extinció. Sembla que la seva protecció al Parc Natural de Serra Maria-Los Vélez és factible, ja que gaudeix de l'administració pública, mentre que en altres zones el seu hàbitat pertany a terrenys privats. Davant d'aquest fet, consta com a espècie vulnerable (VU) al Llibre Vermell dels Invertebrats d'Andalusia.